# Diaphorus infuscatus
Diaphorus infuscatus är en tvåvingeart som beskrevs av Van Duzee 1915. Diaphorus infuscatus ingår i släktet Diaphorus och familjen styltflugor. Inga underarter finns listade i Catalogue of Life.